# دایان لوید
دایان لوید (انگلیسی: Diane Lloyd) یک شخصیت خیالی از سریال درام پزشکی بی‌بی‌سی، هالبی سیتی است که توسط بازیگر پاتریشیا پاتر بازی می‌شود.